# توفیق (گروه)
توفیقگروه سکولار کوچکی از جنگجویان درگیر در جنگ داخلی سوریه هستند که در شمال شرق حلب مشغول نبرد می‌باشند.شمار آنها نزدیک به ۵۰ نفر می‌باشد.